# 日野原節三
日野原 節三（ひのはら せつぞう、1903年11月3日ー1991年12月4日）は、昭和時代の実業家。昭和電工社長時代に「昭電疑獄」の中心人物となった。山梨県東八代郡出身。
1927年、東京帝国大学法学部独法科卒業。昭和化成や秩父木材工業などの役員を務めた後、第二次世界大戦後に日本水素工業の社長となる。1947年、芦田均の支援者でもあった妻の兄菅原通済の推薦によって社長の森暁が公職追放となった昭和電工の社長に迎えられた。社長就任後、会社再建のために復興金融金庫から巨額の融資を受けようと考え、GHQを含む関係者に贈賄や政治献金を行った。これが国会で問題視されて、1948年に日野原は逮捕され、芦田内閣も総辞職に至った。これが「昭電疑獄」である。日野原は最高裁まで争ったが、1962年に懲役1年・執行猶予5年の判決を受けた。昭和電工社長退任後は八幡鉱業の社長や会長などを務めた。